# Église Saint-Léopold am Steinhof
L'église Saint-Léopold am Steinhof (Kirche am Steinhof ou Anstaltskirche Heilig Leopold en allemand) est une église de style Art nouveau caractéristique de la Sécession viennoise (Sezessionsstil ou Wiener Secession) édifiée par l'architecte Otto Wagner à Vienne en Autriche.
L'église Saint-Léopold est considérée comme une des églises les plus importantes du XXe siècle.

## Localisation
L'église Saint-Léopold, situé Am Steinhof, se dresse au centre d'un asile psychiatrique (Otto-Wagner-Spital) situé Sanatoriumstrasse, à Hütteldorf, dans la banlieue ouest de Vienne, à 9 km du centre de la ville. 
Juchée au sommet de la colline du Galitzinberg, elle constitue un paradoxe car « elle est bien plus magnifique que n'importe quelle église paroissiale de la ville alors qu'elle n'est que la chapelle d'un hôpital ».

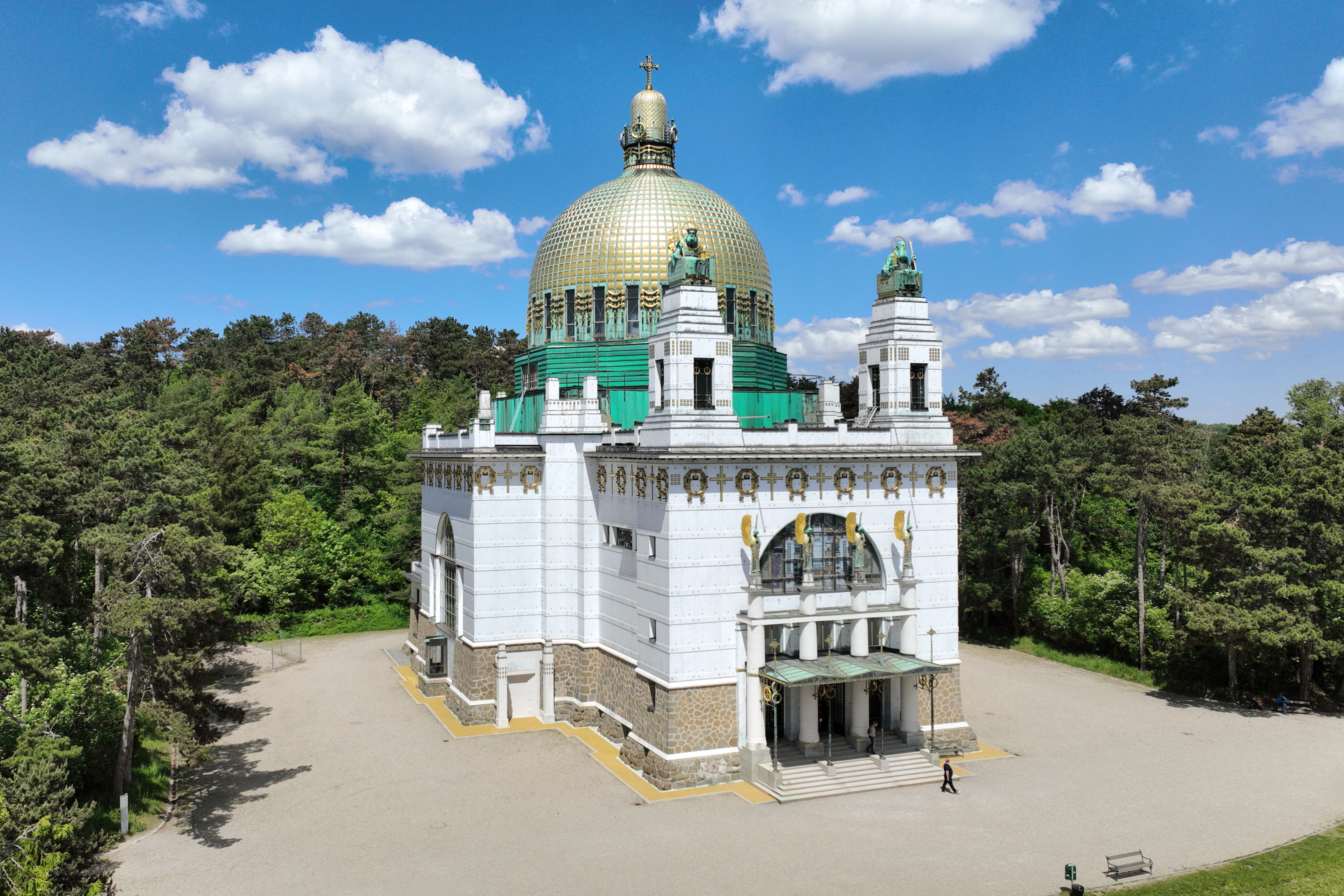

## Historique
Un concours est organisé en 1902 pour la construction d'un hôpital psychiatrique à Hütteldorf : Otto Wagner emporte le premier prix mais il ne construira que l'église,.
La construction est effectuée entre 1904 et 1907.
Wagner est assisté par les architectes Otto Schönthal et Marcel Kammerer et par de nombreux artistes :
- Koloman Moser, pour les vitraux et les mosaïques[3],[4],[6] ;
- Othmar Schimkowitz, pour les statues d'anges[3],[4],[6] ;
- Richard Luksch, pour les sculptures des saints patrons de la Basse Autriche, saint Léopold et saint Séverin[3],[4] ;
- Léopold Förster pour le maître-autel[4] ;
- Rudolf Jettmar pour les autels latéraux[4] ;
- Remigius Geyling pour la mosaïque de l'abside, derrière l'autel[7].

## Archives

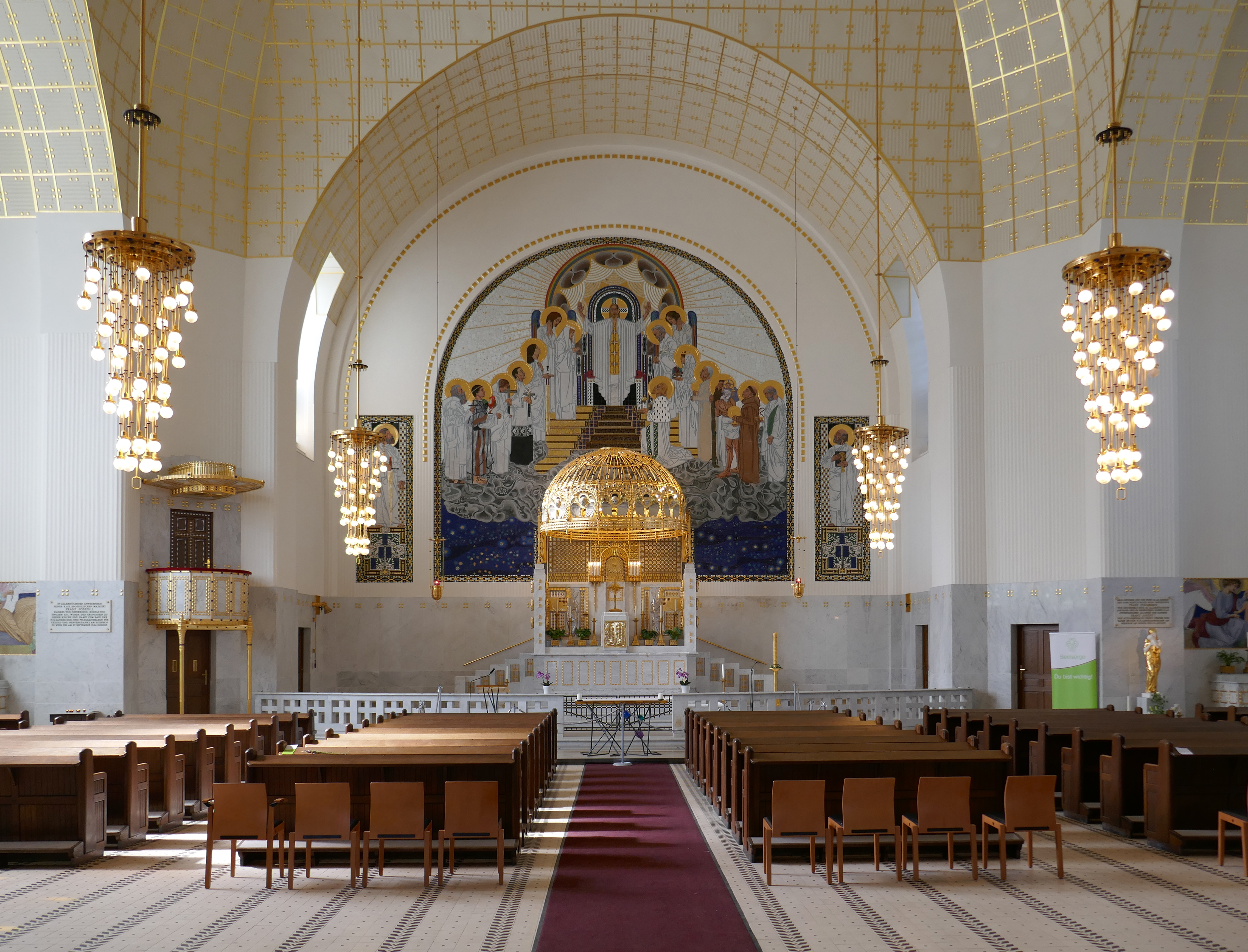
Vue intérieure.

Le dessin en perspective pour l'église du Steinhof réalisé en 1902 par Otto Wagner à la mine de plomb et à l'aquarelle est conservé au Wien Museum. Il fut repris en 1985 pour illustrer l'affiche de l'exposition rétrospective intitulée « Traum und Wirklichkeit : Wien 1870 - 1930 ».
Le musée des arts appliqués (Museum für Angewandte Kunst) à Vienne conserve de son côté plusieurs projets réalisés par Koloman Moser vers 1905 : un projet de vitrail, une étude d'anges pour un vitrail et un projet de mosaïque non réalisé pour l'abside.

## Architecture
Sur un soubassement de moellons, l'église est construite en briques et recouverte d'un parement de plaques de marbre blanc de Carrare fixées par des boulons en cuivre,,. Le marbre est ici « un placage, boulonné de la manière la plus évidente et la plus directe qui soit ». Comme l'écrivent Giovanni Fanelli et Roberto Gargiani « Wagner attribue au principe de revêtement une valeur première et absolue en révélant sa nature de couche appliquée » alors que « Wright utilise le revêtement pour feindre ou pour souligner une consistance de la construction ».

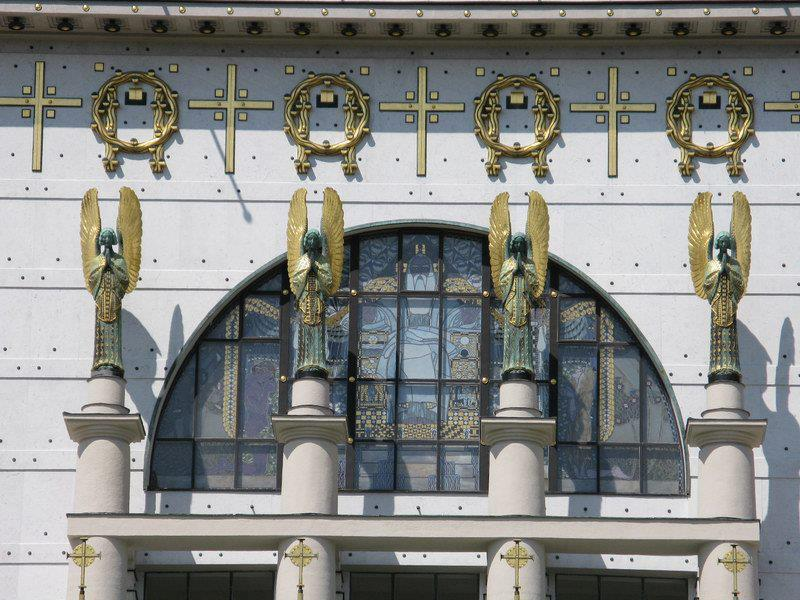
Les anges de Schimkowitz.

La façade est précédée d'un portique constitué de quatre colonnes supportant un auvent en métal vert et or. Les colonnes sont surmontées par les quatre anges en bronze aux ailes dressées et dorées, et aux robes ornées de motifs géométriques typiques de la Sécession, réalisés par Othmar Schimkowitz.
La façade, ornée dans sa partie supérieure d'une alternance de croix dorées et d'ornements combinant une couronne et une guirlande de laurier stylisées (un motif récurrent chez Wagner, que l'on retrouve sur le pavillon de l'écluse de Kaiserbad et la caisse d'épargne de la poste), est sommée d'une puissante corniche en saillie, au-dessus de laquelle s'élancent deux tours carrées portant les statues en bronze de saint Léopold (saint patron de Vienne et de la Basse-Autriche) et de saint Séverin (saint protecteur de Linz) réalisées par Richard Luksch,.
La croisée du transept est surmontée d'un dôme recouvert de tôles de cuivre doré,.

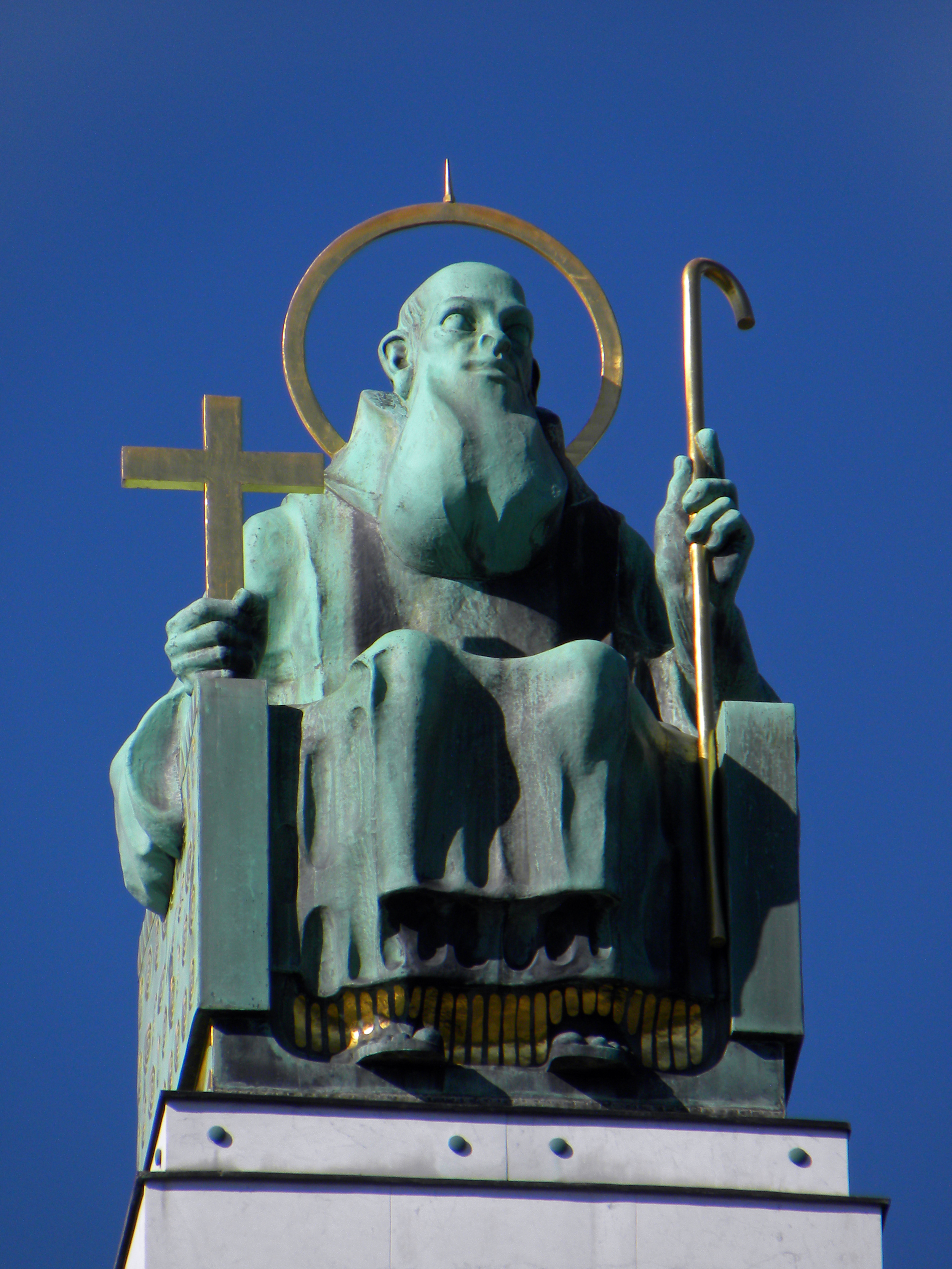
Statue de saint Séverin.
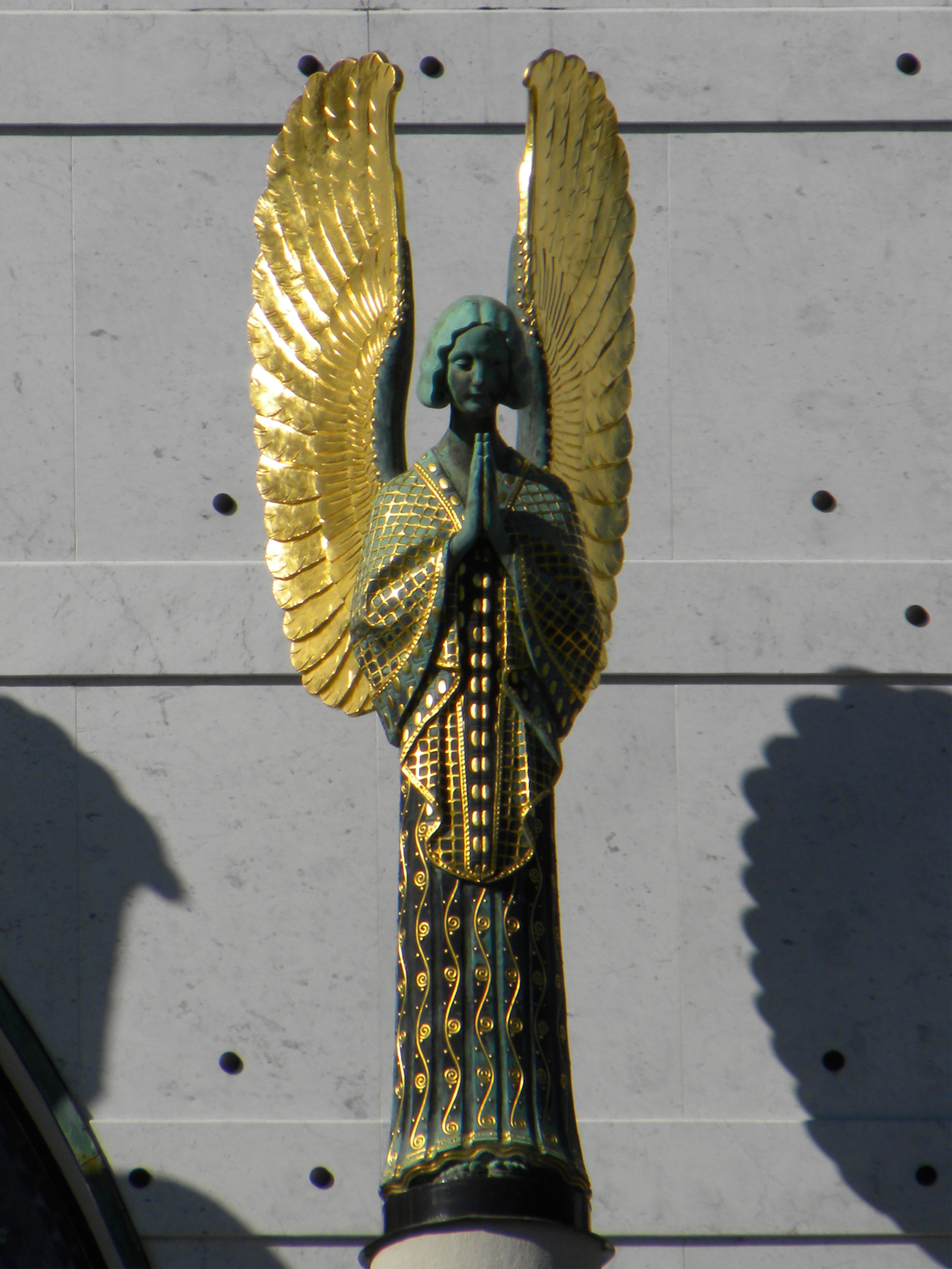
Ange.
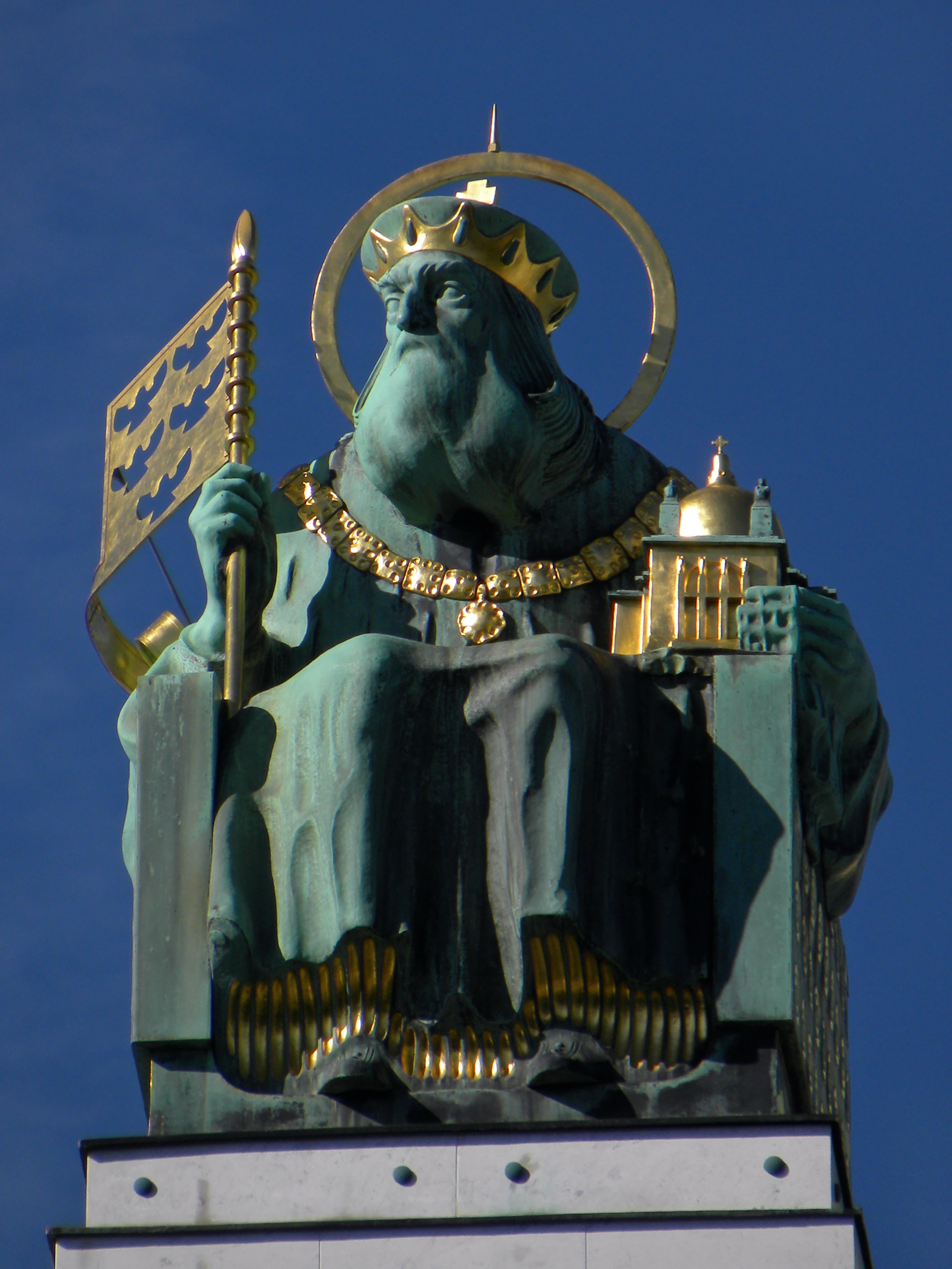
Statue de saint Léopold.